# Leptocerus vakrita
Leptocerus vakrita är en nattsländeart som beskrevs av Schmid 1987. Leptocerus vakrita ingår i släktet Leptocerus och familjen långhornssländor. Inga underarter finns listade i Catalogue of Life.